# كريس هاتشر
كريس هاتشر (بالإنجليزية: Chris Hatcher)‏ هو مدير فني أمريكي، ولد في 18 فبراير 1973 في ماكون في الولايات المتحدة.